# Wilga cienkodzioba
Wilga cienkodzioba (Oriolus tenuirostris) – gatunek ptaka z rodziny wilgowatych (Oriolidae). Występuje w orientalnej Azji (Bhutan, południowe Chiny, północno-wschodnie Indie, Laos, Mjanma, Nepal, Tajlandia, Wietnam, poza sezonem lęgowym także Bangladesz). Długość ciała ptaka wynosi przeciętnie 27 cm.
Systematyka
Takson blisko spokrewniony z wilgą maskową (O. chinensis), niekiedy łączono je w jeden gatunek. Wyróżniono dwa podgatunki O. tenuirostris:
- O. tenuirostris invisus – wschodnie Himalaje do południowych Chin i środkowego Wietnamu
- O. tenuirostris tenuirostris – południowy Wietnam

Środowisko
Środowiskiem naturalnym wilg cienkodziobych są lasy mgliste oraz wilgotne i suche lasy strefy międzyzwrotnikowej i podzwrotnikowej, zarówno nizinne, jak i górskie.
Status
IUCN uznaje wilgę cienkodziobą za gatunek najmniejszej troski (LC, Least Concern) nieprzerwanie od 1988 roku. Liczebność światowej populacji nie została oszacowana; ptak ten opisywany jest jako rzadki w Nepalu i Indiach, lokalnie dość pospolity w Bhutanie. Trend liczebności populacji uznawany jest za spadkowy.